# ولاية باريناس

الموقع داخل فنزويلا

ولاية باريناس (بالإسبانية: Estado Barinas)‏ هي واحدة من بين 23 ولاية تنقسم إليها فنزويلا. وعاصمتها تسمى باريناس. وقد ولد الرئيس السابق هوغو تشافيز في هذه الولاية. شقيقه أدان تشافيز هو الحاكم.
تغطي ولاية باريناس مساحة إجمالية تقدر 35،200 كم² وفي عام 2007 بلغ عدد سكانها 756،600 نسمة.

## أعلام
- جيمي بريسينيو
- أنسيلمو لوبيز
- ماريوري دي سوزا
- أنتونيو روميرو
- مارتين هان